# Douglas McKay
James Douglas McKay (ur. 24 czerwca 1893 w Portland, zm. 22 lipca 1959 w Salem) – amerykański polityk.
McKay urodził się w Portland w Oregonie, jego rodzicami byli rolnik Edwin D. McKay i jego żona Minnie A. Musgrove. Bieda w rodzinie zmusiła go do pracy, gdy był jeszcze uczniem. Po śmierci ojca w 1911, McKay został zmuszony do opuszczenia szkoły średniej przed zrobieniem matury.
W latach 1953–1956 był Sekretarzem Departamentu Zasobów Wewnętrznych Stanów Zjednoczonych w gabinecie prezydenta Dwighta Eisenhowera.